# Astronomický ústav Akademie věd České republiky
Astronomický ústav AV ČR je veřejná výzkumná instituce, součást Akademie věd České republiky. Zabývá se především hvězdnou a galaktickou astronomií, výzkumem meteorů, sluneční astronomií a pohybem kosmických těles. 
Ústav sídlí na hvězdárně v Ondřejově asi 35 km jihovýchodně od Prahy. Odloučené pracoviště je umístěno v Praze na Spořilově v nové budově vedle Geofyzikálního ústavu. Ředitelem ústavu je od května 2022 Michal Bursa.

## Historie

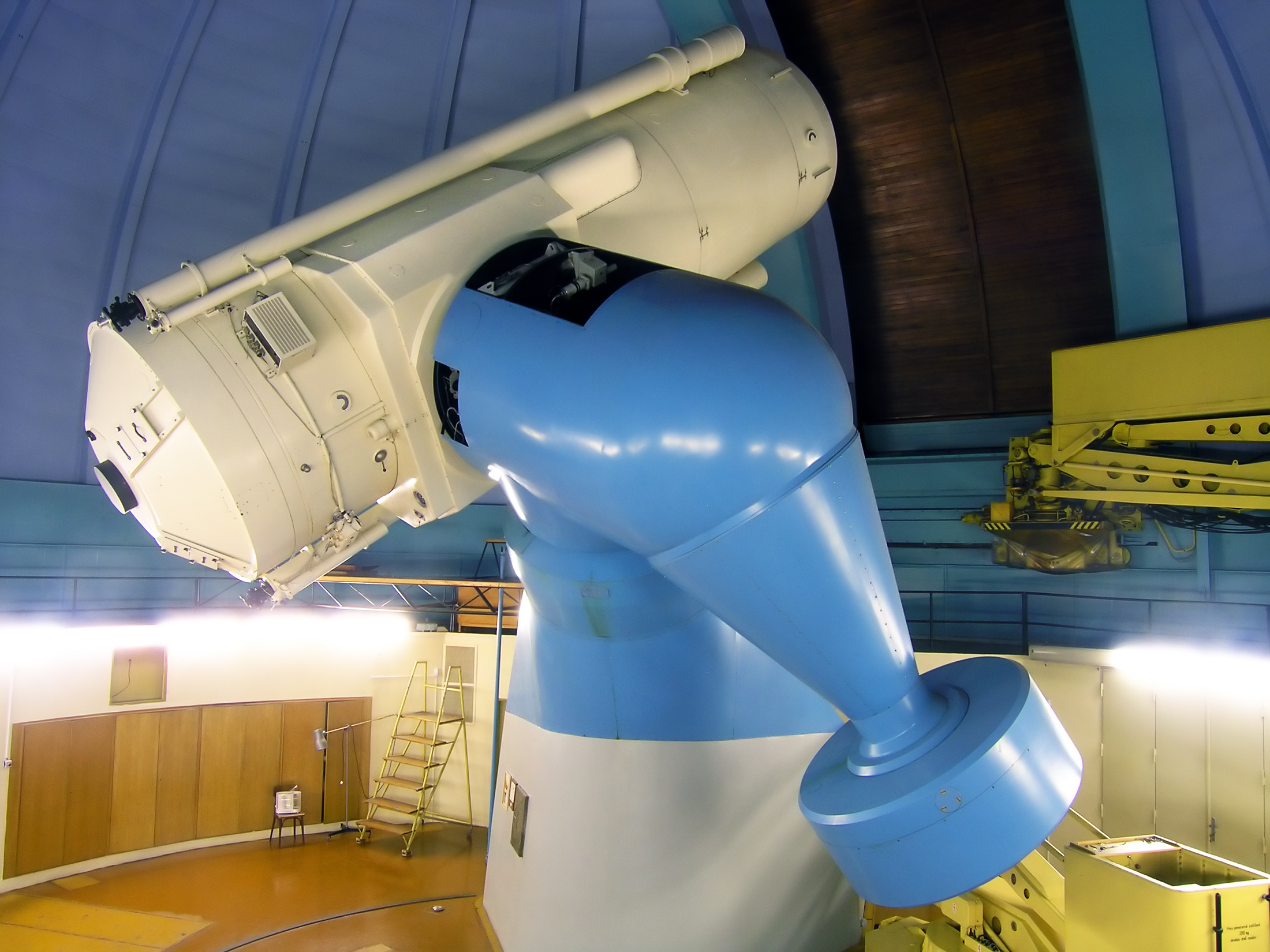
Dvoumetrový dalekohled – jeden ze symbolů Astronomického ústavu

Astronomický ústav je přímým pokračovatelem klementinské hvězdárny, která byla založena na začátku 18. století při jezuitské koleji v komplexu Klementinum na Starém Městě v Praze. Jako datum založení hvězdárny se uvádí rok 1751 nebo 1752 (jiné prameny udávají rok 1750). Vlastní astronomická věž však byla dokončena už v roce 1722 (původně sloužila především vyhlídkovým účelům). Po zrušení jezuitského řádu přešla hvězdárna pod stát, po 1. světové válce z ní pak vznikla Státní hvězdárna.
Mezitím v roce 1898 zakoupil továrník Josef Jan Frič pozemky u Ondřejova a vybudoval zde svoji hvězdárnu. Tu věnoval v roce 1928 československému státu. 1. srpna 1950 byl ze Státní hvězdárny vytvořen Ústřední ústav astronomický podřízený Ústředí vědeckého výzkumu. Při vzniku Československé akademie věd se dosavadní Ústřední ústav astronomický rozpadl na dvě samostatná pracoviště se společnou hospodářskou správou, a to na Astrofyzikální observatoř ČSAV (Doc. Link, Ondřejov) a na Laboratoř pro měření času ČSAV (Dr. Bohumil Šternberk, Praha). V roce 1954 byly tyto dvě instituce opět sloučeny a vznikl tak Astronomický ústav Československé akademie věd; jeho prvním ředitelem byl v letech 1954–1968 Bohumil Šternberk.
Hvězdárna se dále rozrůstala. V roce 1949 přibyla budova radioastronomie a o několik let později budova slunečního oddělení. V roce 1967 byla uvedena do provozu dominanta observatoře – budova dvoumetrového dalekohledu (o 2 roky dříve i její provozní budova). Plejádu rozdílných stavebních stylů doplnila začátkem 80. let 20. století budova kosmické laboratoře, ve které nyní sídlí i ředitelství ústavu.
Po vzniku České republiky ústav přešel pod Akademii věd ČR a byl státní příspěvkovou institucí. 1. ledna 2007 se transformoval – stejně jako většina akademických vědeckých institucí – ve veřejnou výzkumnou instituci.

## Oblast výzkumu a organizace ústavu
V Astronomickém ústavu pracuje 161 zaměstnanců (stav k 31. prosinci 2020), z nichž je 68 % mužů a 32 % žen. Po přepočtu to představuje 138 plných pracovních úvazků. Většina zaměstnanců pracuje na Ondřejově (adresa Fričova 298, 251 65 Ondřejov), jen asi 20 % v nové budově v Praze-Spořilově. Třicet procent osob je v ústavu zaměstnáno déle než 20 let.
Ústav je členěn na několik vědeckých oddělení:

### Oddělení meziplanetární hmoty

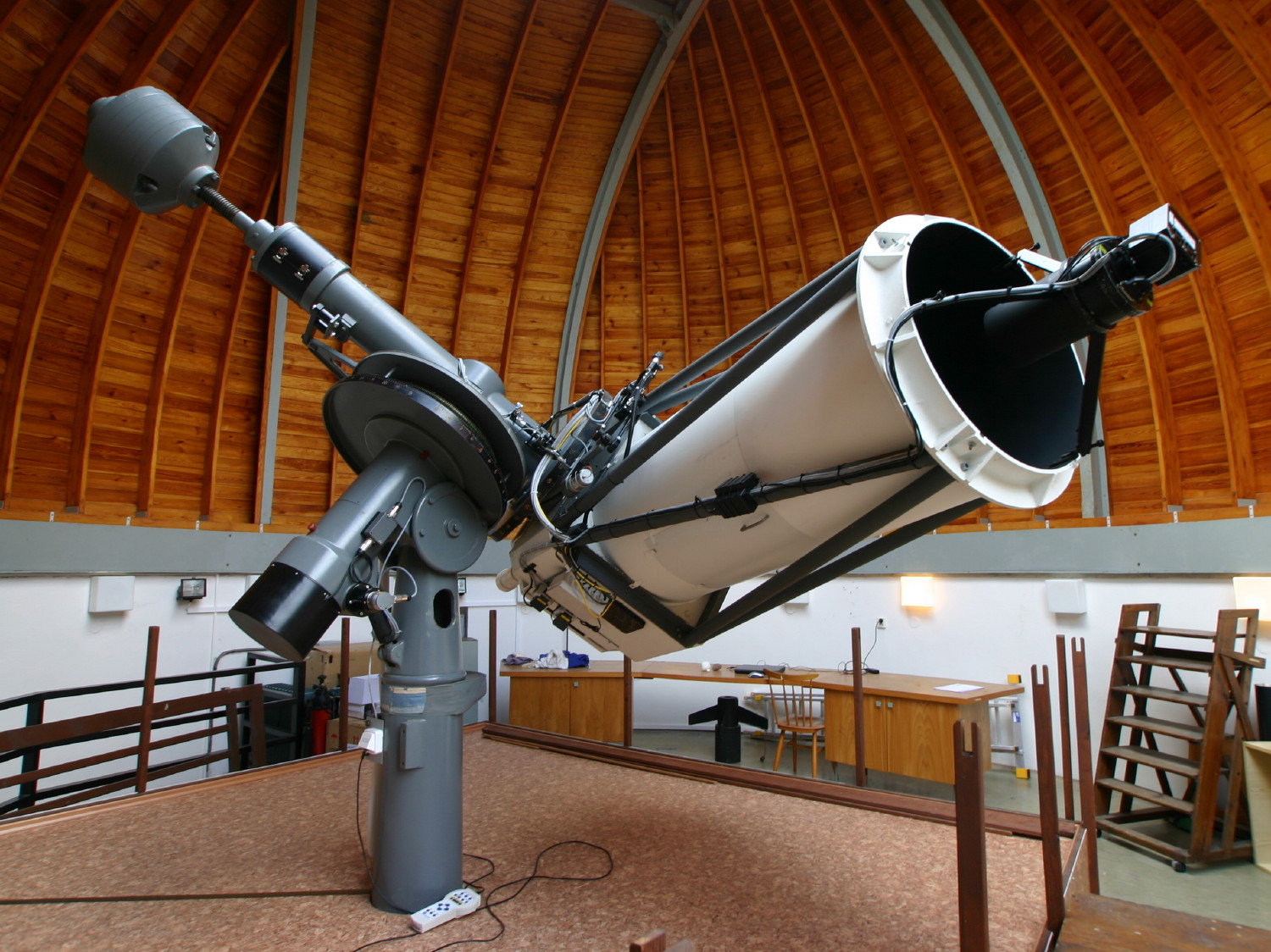
Dalekohled pro sledování planetek (oddělení meziplanetární hmoty)

Pro laiky je nejzajímavější činnost Oddělení meziplanetární hmoty (vedoucí Pavel Spurný), které se zabývá především pozorováním meteorů, ale věnuje se i kometám a některým asteroidům. Toto oddělení je centrem evropské bolidové sítě a zpracovává naměřená data ze 7 států.
Obsahuje dvě pracovní skupiny:
- Fyzika meteoritů – spravuje síť deseti kamerových stanic pro sledování bolidů po celé republice; meteory nesleduje pouze opticky, ale využívá i meteorický radar,
- Planetky – zabývá se fyzikálním výzkumem planetek, zvláště jejich podvojnosti, rotačním a rozměrovým parametrům. Pro jejich sledování (fotometrii) používá 65cm optický teleskop v Ondřejově a 1,5m dalekohled Evropské jižní observatoře na La Silla v Chile.

### Stelární oddělení
Výzkum hvězd je hlavní náplní práce Stelárního oddělení (vedoucí Mgr. Brankica Kubátová, Ph.D.). Věnuje se především studiu tzv. horkých hvězd (třídy B), ale také modelům hvězdných atmosfér, dynamice hvězdného větru z dalších oblastí i studiu hvězdokup, galaxií a extragalaktických objektů. Ke své práci používá především Perkův dalekohled – největší reflektor v České republice se zrcadlem o průměru 2 m.
Pod toto oddělení spadají pracovní skupiny:
- Fyzika horkých hvězd – věnuje se horkým hvězdám (třídy B), studiu bílých trpaslíků a vyhodnocování dat ze satelitu Gaia,
- Provoz a rozvoj Perkova dalekohledu – dalekohled byl v roce 2007 robotizován a provoz obou hlavních měřících zařízení – spektrografů – je nyní zcela automatizován,
- Astrofyzika vysokých energií – zabývá se především výzkumem uvolňování rentgenové a gama emise ve vesmíru, kterou lze pozorovat u gama záblesků, blazarů, kataklyzmických proměnných hvězd apod.

### Sluneční oddělení

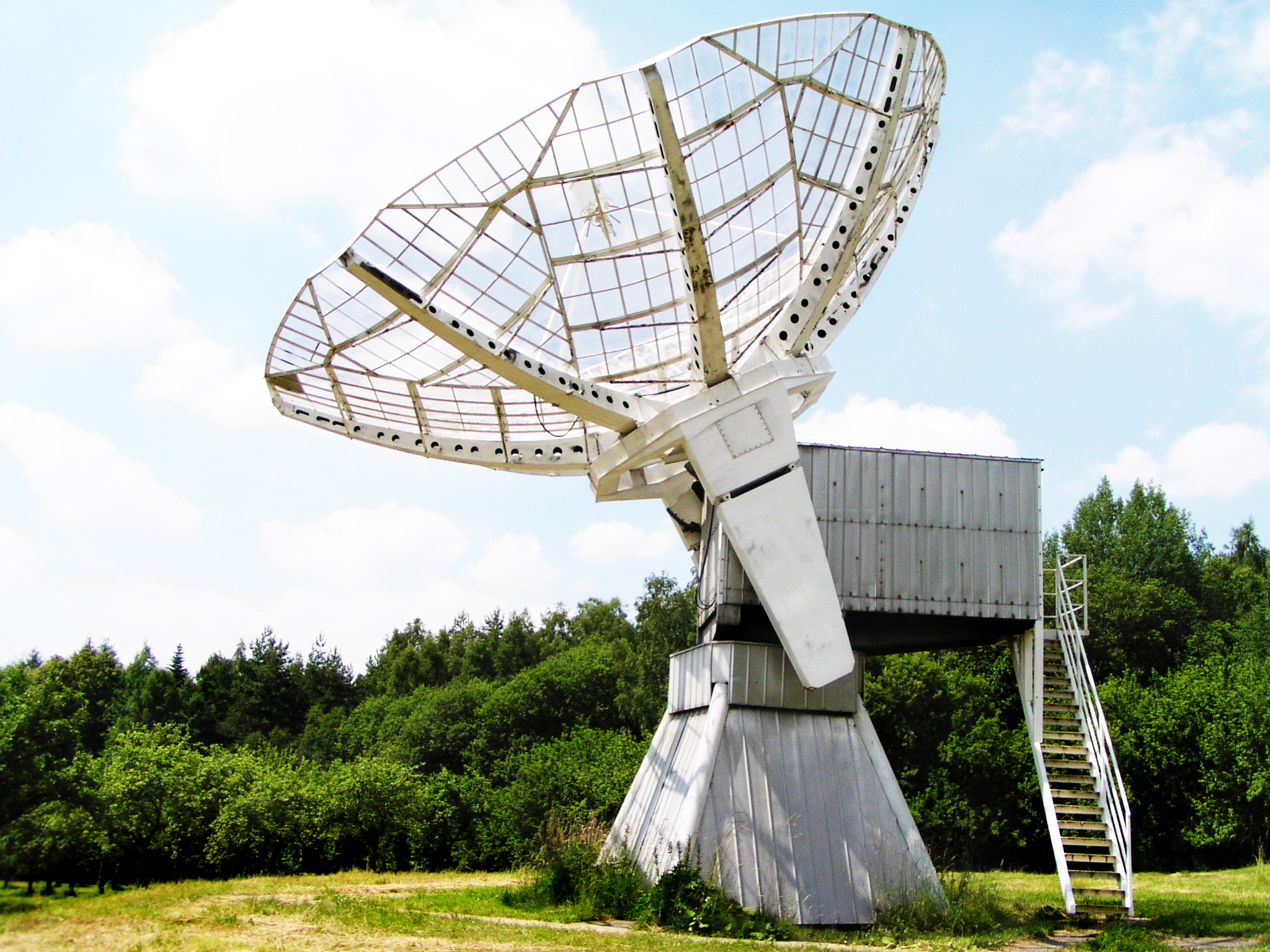
Radioteleskop o průměru antény 10 m používaný k výzkumu Slunce

Studiem Slunce se zabývá Sluneční oddělení (vedoucí Mgr. Miroslav Bárta, Ph.D.). Zaměřuje se především na oblast slunečních erupcí. Tzv. sluneční patrola pozoruje Slunce a jeho projevy (sluneční skvrny apod.) a na základě toho předpovídá jeho aktivitu. K pozorování zde používají jak optické dalekohledy, tak radioteleskopy. Díky mezinárodní spolupráci pak daty z družic doplňuje informace o slunečním záření v ultrafialové, rentgenové a gama-oblasti spektra.
Oddělení se dělí na pracovní skupiny:
- Fyzika slunečních erupcí a protuberancí – zkoumá tyto velmi nápadné sluneční jevy a podílí se taky na přípravě družice Solar Orbiter Evropské kosmické agentury ESA,
- Dynamika sluneční atmosféry – zabývá se fyzikálními podmínkami ve svrchní sluneční vrstvě – sluneční atmosféře, v aktivních oblastech a ve slunečních skvrnách,
- Heliosféra a kosmické počasí – zkoumá jevy ve slunečním větru a zejména šířením koronálních výronů hmoty, vydává také předpověď sluneční aktivity, kterou přebírají sdělovací prostředky.

### Oddělení galaxií a planetárních systémů

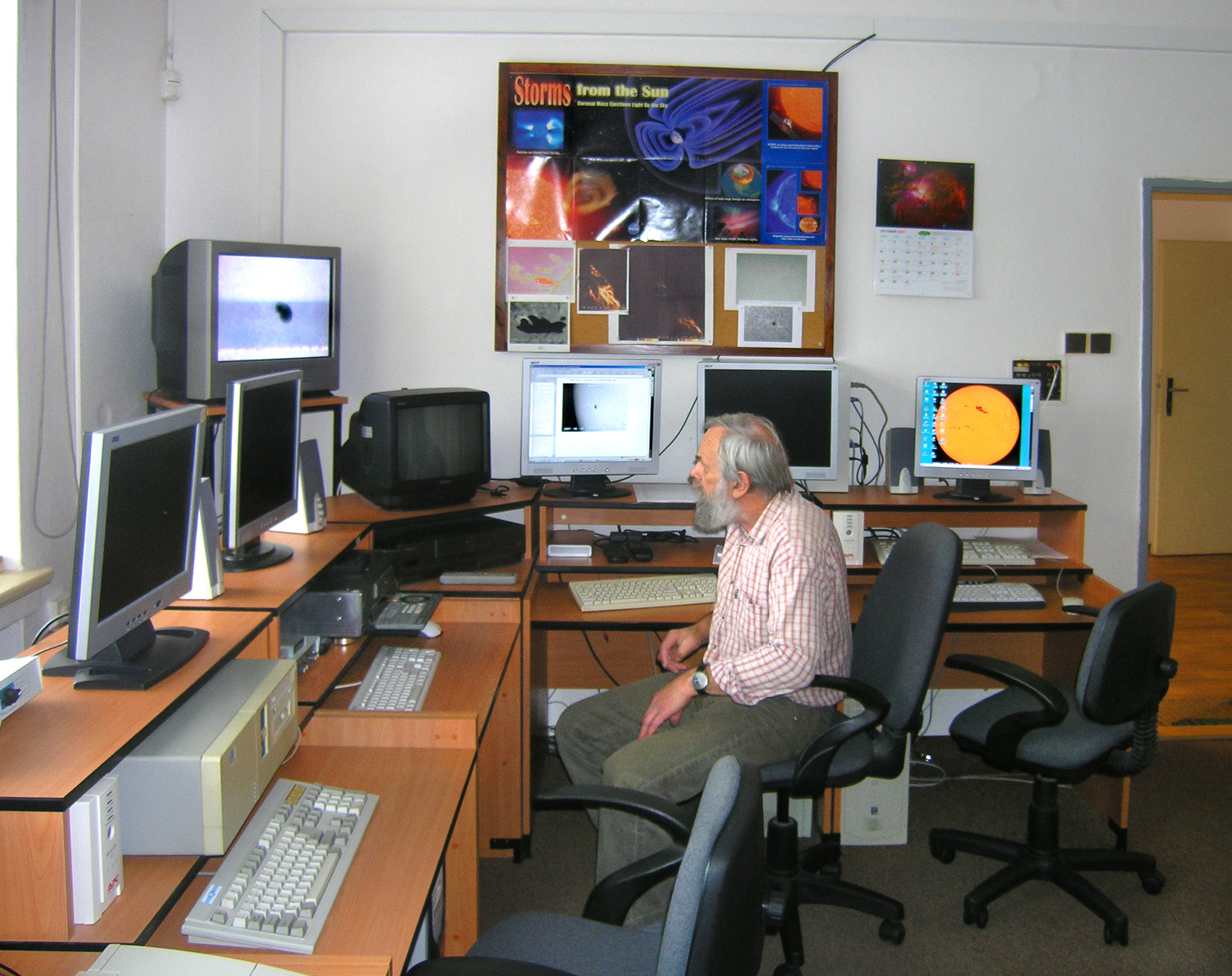
Sluneční patrola – pracoviště pro pozorování Slunce

V Praze sídlí Oddělení galaxií a planetárních systémů (vedoucí Mgr. Richard Wünsch, Ph.D.). Zabývá se jak studiem vlivu slunečního systému na Zemi (její tvar, rotaci, precesi), tak jevy ve vzdáleném vesmíru – např. studiem šíření tvorby hvězd v galaxiích.
Spadají pod něj pracovní skupiny:
- Fyzika galaxií – zabývá se dynamikou a vývojem ve skupinách galaxií nebo galaktických kupách, vznikem a vývojem hvězd a hvězdokup a dynamikou plynu v galaxiích.
- Relativistická astrofyzika – věnuje se fyzice kompaktních objektů (neutronových hvězd a černých děr), studuje procesy, které se odehrávají v jejich blízkosti, zvláště výpočty v oblasti elektrodynamiky černých děr a teorie akrečních disků,
- Planetární soustavy – zabývá se dynamikou přirozených i umělých těles v sluneční soustavě a planetárními soustavami u blízkých hvězd; studuje gravitační pole Země a variace její rotace a připravuje velmi přesný hvězdný katalog.

Pod toto oddělení dříve spadala Skupina dynamiky umělých družic, jejímž hlavním projektem byl mikroakcelerometr MACEK pro měření zrychlení negravitačního původu. Byl vypuštěn mj. v roce 1996 na raketoplánu Atlantis (let STS-79) a v roce 2003 na české družici MIMOSA.

### Akce pro veřejnost
Veřejnost se může s některými částmi observatoře – především s historickými kopulemi a s dvoumetrovým dalekohledem – seznámit od května do září, kdy se o víkendech konají pravidelné prohlídky.
Více pracovišť hvězdárny je možno navštívit v rámci celostátní akce Noc vědců (pravidelně v září) nebo při dni otevřených dveří, který se koná obvykle v květnu.

## Ředitelé ústavu
Seznam ředitelů od vzniku vlastního Astronomického ústavu:
- Bohumil Šternberk (1954–1968)
- Luboš Perek (1968–1974)
- Václav Bumba (1975–1990)
- Ladislav Sehnal (1990–1996)
- Jan Palouš (1996–2004)
- Petr Heinzel (2004–2012)
- Vladimír Karas (2012–2022)
- Michal Bursa (od 2022)